# Британская школа в Афинах
Британская (археологическая) школа в Афинах (англ. British School at Athens, BSA) — британский археологический институт в Афинах. Основана в 1886 году и стала четвёртым подобным учреждением в Греции. Гордится своей библиотекой (свыше 60 тысяч томов).
Включает археологическую лабораторию Фитч (Fitch Laboratory). Школа проводит постоянные раскопки в Кноссе на острове Крит. Действует музейная экспозиция.